# Lorenzo de' Medici
Lorenzo de 'Medici (01 tháng 1 năm 1449 - ngày 08 tháng 4 năm 1492) là một chính khách Ý và người cai trị de facto của nước Cộng hòa Firenze trong thời Phục hưng Ý. Được người dân Firenze thời đó gọi là Lorenzo Hùng vĩ (Lorenzo il Magnifico), ông là một ông trùm, nhà ngoại giao, chính trị gia và người đỡ đầu của các học giả, nghệ sĩ, và nhà thơ. Ông có lẽ người ta biết nhiều nhất nhờ những đóng góp cho thế giới nghệ thuật, tài trợ các nghệ sĩ như Botticelli và Michelangelo. Cuộc sống của ông trùng hợp với giai đoạn trưởng thành của Ý thời Phục hưng và cái chết của ông trùng hợp với thời điểm cuối của Kỷ nguyên Vàng của Firenze. Nền hòa bình mong manh ông giúp duy trì giữa các nhà nước khác nhau của Ý sụp đổ cùng với cái chết của ông. Lorenzo de 'Medici được chôn cất tại nhà nguyện Medici ở Florence.